# Jardín Botánico de la Universidad Agrícola de Bangladés

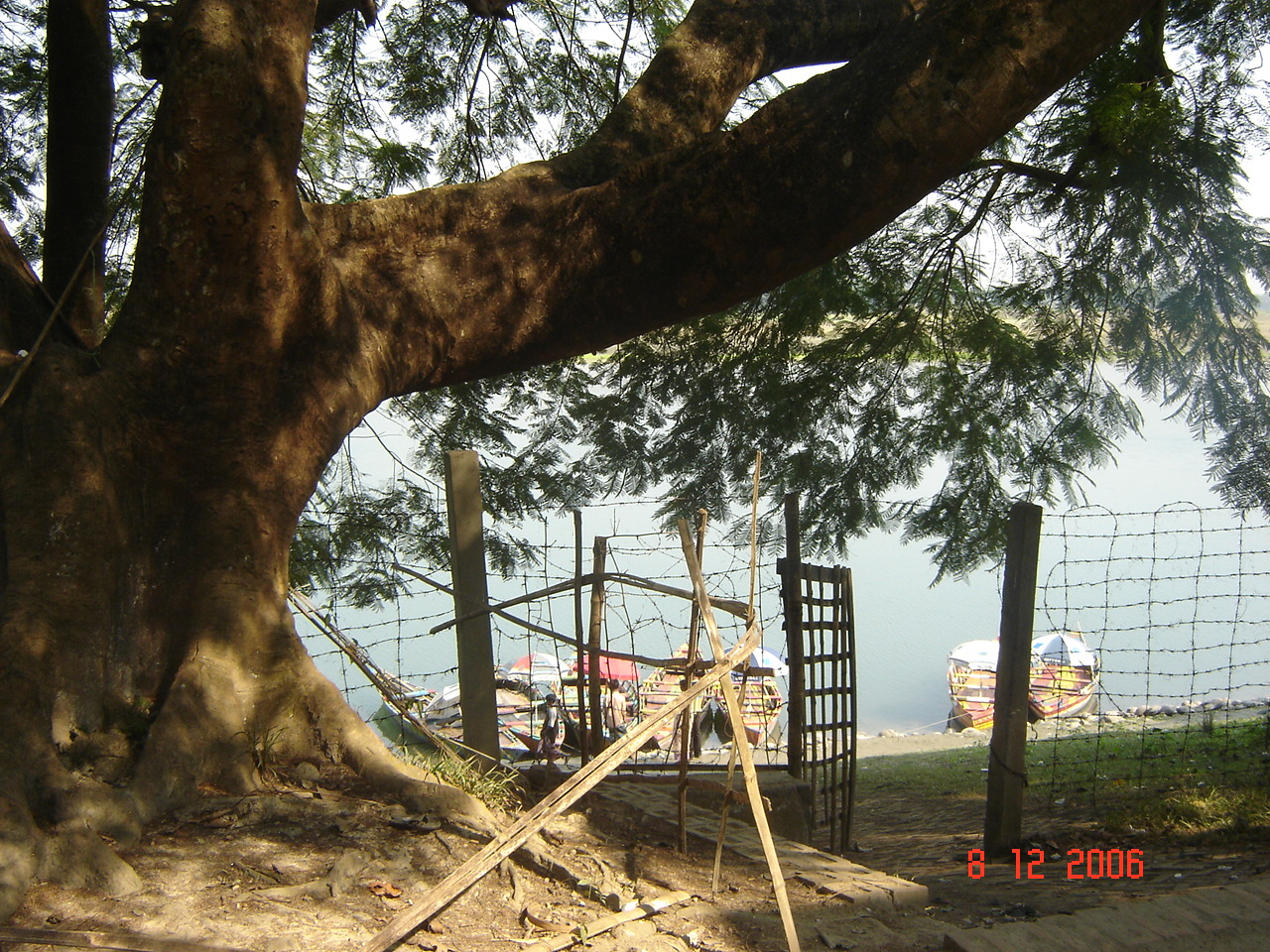
Árbol centenario junto al río Brahmaputra, en el campus de la BAU.

El Jardín Botánico de la Universidad Agrícola de Bangladés (en inglés: Bangladesh Agricultural University Botanic Garden) es un jardín botánico dependiente de la Universidad Agrícola de Bangladés (BAU), en Mymensingh, Bangladés. Es miembro del BGCI y presenta trabajos para la Agenda Internacional para la Conservación en los Jardines Botánicos, su código de reconocimiento como institución botánica a nivel internacional es MYMEN.

## Localización
El campus universitario está situado en un paisaje rural en el banco occidental del río Brahmaputra, a unos 3 kilómetros al sur de la ciudad del distrito de Mymensingh y a unos 120 kilómetros al norte de Daca, la capital de Bangladés.
Bangladesh Agricultural University Botanic Garden, Department of Crop Botany, Mymensingh 2202 Bangladés
- Teléfono: 880 91 5695 7294

## Historia
La universidad comenzó a funcionar en 1961 con solamente 23 departamentos de enseñanza bajo 2 facultades (facultad de ciencia veterinaria y la facultad de agricultura), teniendo un total de 30 profesores y 444 estudiantes. La facultad de cría de animales fue agregada algunos meses más adelante. La facultad de Economía agrícola y Sociología rural, la facultad de la Ingeniería agrícola y tecnología, y la facultad de Industrias pesqueras comenzaron a funcionar con efectividad desde las cursos 1963-64, 1964-65 y 1967-68 respectivamente. Actualmente, la universidad tiene 41 departamentos de enseñanza en seis facultades. 
El jardín botánico fue fundado un año después del comienzo de la universidad, en 1962, ubicándose en el campus de la universidad.
En el campus de 485 hectáreas de extensión, se encuentran además del botánico, una serie de edificios académicos, administrativos y residenciales y un número de granjas experimentales, de jardines, de charcas y de otras instalaciones relacionadas. Además de dos institutos de investigación nacionales, a saber, el « Bangladesh Institute of Nuclear Agriculture » (Instituto de Bangladés de la Agricultura Nuclear) (BINA) y el Instituto de Investigación Pesquera de Bangladés (BFRI)

## Colecciones
El campus de la universidad alberga un rico jardín botánico con colecciones de plantas nativas raras y plantas exóticas. 
Entre sus Colecciones destacan,
- Plantas Medicinales,
- Árboles maderables,
- Plantas para biocombustibles,
- Plantas tóxicas y venenosas,
- Palmas,
- Bambús,
- Cactus,
- Plantas acuáticas,
- Plantas trepadoras,
- Plantas ornamentales

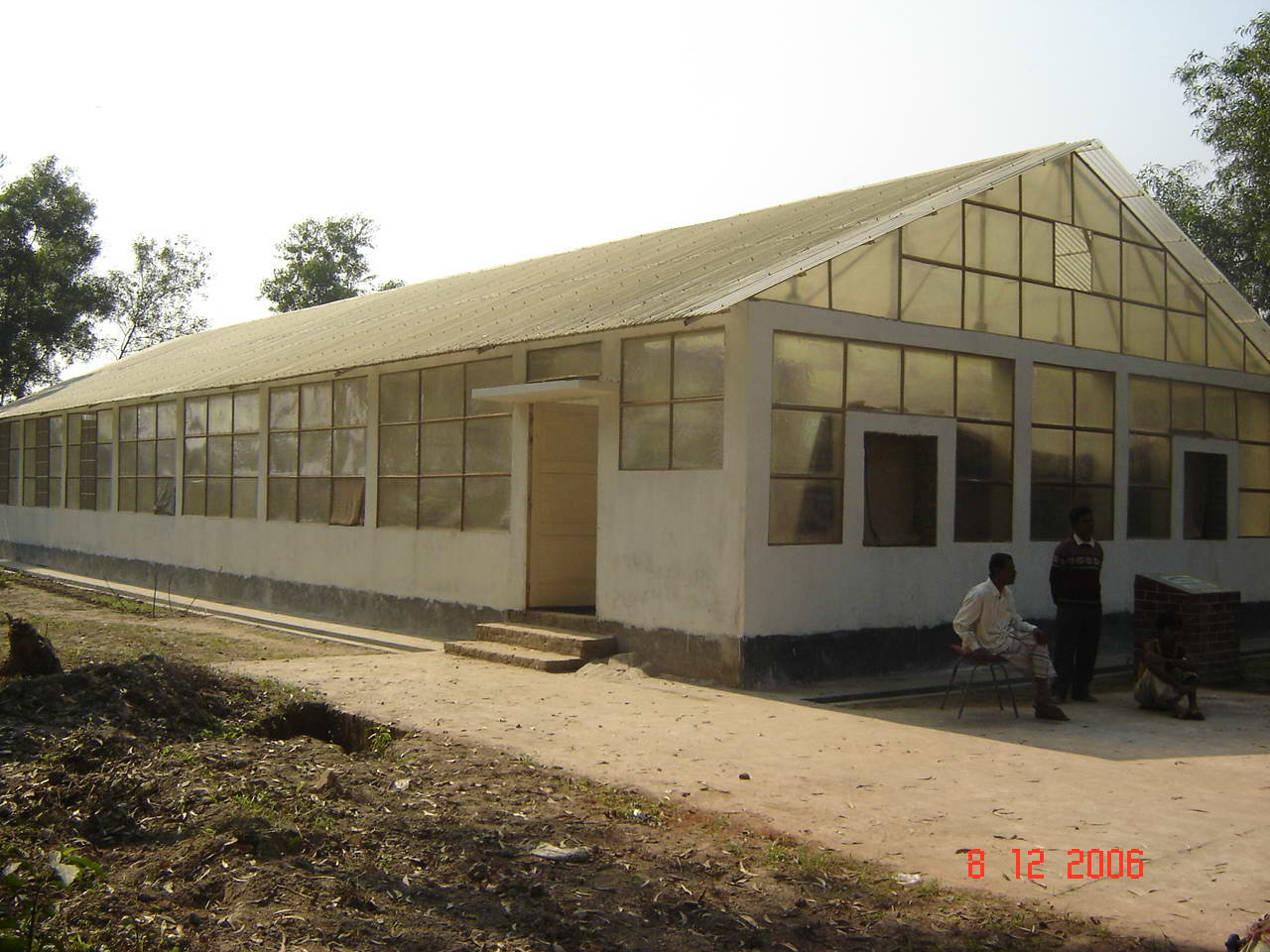
Invernadero, en el campus de la BAU.

- Plantas frutales nativas, se está manteniendo en el campus esta colección con vistas a conservar los recursos nacionales de estas plantas.

## Actividades
El jardín botánico se mantiene como banco de germoplasma vivo para los trabajos de estudio e investigación de la universidad y sobre todo a través del Instituto de Bangladés de la Agricultura Nuclear (BINA).
Los objetivos y las funciones del instituto son: 
- Para abordar la investigación adopta técnicas nucleares, con radiaciones nucleares, con el fin de asegurar una agricultura estable y productiva con el desarrollo de nuevas variedades de plantas para las cosechas, además de la gerencia científica de la tierra y del agua, del desarrollo de la tecnología apropiada para mejorar la calidad y la cantidad de cosechas, y del desarrollo de los métodos para el control de las enfermedades y la gerencia de los parásitos
- Emprender estudios agronómicos y de la relación suelo-planta.
- Realizar pruebas de la demostración o lanzamientos pilotos de nuevas variedades de cosechas y de sus prácticas de gestión.
- Emprender programas de investigación en colaboración con las agencias y las organizaciones nacionales e internacionales.
- Firmar acuerdos bilaterales con las instituciones extranjeras para los grados académicos, el entrenamiento de especialistas, las visitas científicas y los programas de intercambio.

En las aplicaciones prácticas realizadas por los científicos del instituto han experimentado éxitos de cultivo sobre variedades de alto rendimiento de 2 docenas de cosechas, incluyendo el arroz, yute, mostaza, garbanzo, loctao, mungo, y tomate que ahora están siendo utilizadas por los granjeros. 
El instituto también ha desarrollado a un bajo costo, biofertilizantes favorables al medio ambiente para seis cosechas de legumbres, lentejas, garbanzos, cacahuetes, loctaos, judías, y soja.